# Crăciun Blidaru
Crăciun Blidaru (n. secolul al XX-lea – d. secolul al XX-lea) a fost un comunist român, primar al Bucureștiului în perioada aprilie 1953 - ianuarie 1954.

## Vezi și
- Lista primarilor Bucureștiului